# Centropyge flavicauda
Centropyge flavicauda is een straalvinnige vissensoort uit de familie van engel- of keizersvissen (Pomacanthidae). De wetenschappelijke naam van de soort is voor het eerst geldig gepubliceerd in 1933 door Fraser-Brunner.